# Маямеров, Ержан Малгажулы
Ержа́н Малга́ж(ы)улы (Малгажи́евич) Маяме́ров (каз. Ержан Малғаж[ы]ұлы Маямеров; родился 16 декабря 1972 года, Алма-Ата) — казахстанский религиозный деятель. С 19 февраля 2013 года по 8 декабря 2017 года являлся Верховным муфтием Казахстана. Выпускник университета Аль-Азхар.

## Биография
Ержан Маямеров родился 16 декабря 1972 года в городе Алма-Ата. В 1990 году окончил школу имени Гани Муратбаева в Маканчинском районе Восточно-Казахстанской области (сейчас в составе Урджарского района ВКО). После прохождения воинской службы в 1991—1993 годах, поступил на факультет шариата исламского университета Аль-Азхар. В 2006 году окончил учебу в Аль-Азхаре и до 2008 года обучался в отделе фетв Египетского муфтията. С 2008 года исполнял обязанности имама мечети Доланбай-ата в Семее (Семипалатинск), в 2011 году по решению тогдашнего Верховного муфтия Абсаттар-хаджи Дербисали был назначен имамом города Семей.
19 февраля 2013 года на VII внеочередном курултае Духовного управления мусульман Казахстана в Астане был единогласно избран на должность Верховного муфтия вместо ушедшего на покой Абсаттара Дербисали. На том же курултае Ержан Маямеров назначил своими заместителями Кайрата Жолдыбайулы и Серикбая Ораза.

## Религиозные убеждения
По словам Ержана Маямерова, под «традиционным исламом» он понимает в первую очередь ашаризм и матуридизм в вопросах вероубеждения (акида) и четыре основных мазхаба в вопросах шариатского права (фикх), а также принятие местных традиций и обычаев, которые не противоречат канонам ислама.
На вопрос об основной цели возглавляемого им ДУМ Казахстана, он ответил:

Главная цель Духовного управления мусульман Казахстана — укрепить веру народа, внести свой вклад в сохранение стабильности в обществе, межнационального и межконфессионального согласия, призывать людей к добру, единству, верному служению своему Отечеству.

## Личная жизнь
Женат, отец 4 сыновей: Али (род. 2001), Абдулла, Насрулла и Мустафа-Нур (род. 2014).
Любимым хобби муфтия является катание на лошадях.

## Награды
- Юбилейная медаль «20-летие Ассамблеи народа Казахстана» (13 мая 2015)[5]
- Орден Курмет (2017)[6]